# Katoliška cerkev v Severni Koreji
Katoliška cerkev v Severni Koreji ohranja skupnost več sto privržencev, ki obrede izvajajo pod nadzorom državno ustanovljenega korejskega katoliškega združenja (KCA) in ne pod nadzorom katoliške hierarhije. Cerkvene škofije so od preganjanj kristjanov v poznih štiridesetih letih prejšnjega stoletja ostale izpraznjene. Najvidnejša kongregacija je kongregacija v Pjongjangu, ki se zbira v katedrali v Čangčungu. Po besedah uradnika KCA obstajata še dve kongregaciji. Državna ideologija Džuče je v veliki meri izpodrinila katoliško vero in vse storitve so na voljo samo ljudem s katoliškim družinskim ozadjem.

## Zgodovina
Prvi katoliški misijonarji so v Korejo prispeli leta 1794, desetletje po vrnitvi Yi Sung-huna, diplomata, ki je bil prvi Korejec, krščen v katoliško vero, in sicer v Pekingu. Na polotoku je ustanovil množično laično katoliško gibanje. Vendar pa so spisi jezuitskega misijonarja Mattea Riccija, ki je prebival na cesarskem dvoru v Pekingu, v Korejo prinesli iz Kitajske že v sedemnajstem stoletju.  Učenjake Silhaka (»praktičnega učenja«) so privlačile katoliške doktrine in to je bil ključni dejavnik za širjenje katoliške vere okoli leta 1790. Prodor zahodnih idej in krščanstva v Koreji je postal znan kot Seohak ("zahodno učenje").  Študija iz leta 1801 je pokazala, da je bila več kot polovica družin, ki so se spreobrnile v katoličanstvo, povezana s šolo Silhak .  Joseonova vlada je prepovedala spreobračanje krščanstva predvsem zato, ker so spreobrnjenci zavračali izvajanje konfucijanskih obredov prednikov. Nekateri katoličani so bili v zgodnjem devetnajstem stoletju usmrčeni, vendar se omejevalni zakon ni dobro izvajal. 
Veliko kristjanov je živelo na severni polovici polotoka, kjer konfucijanski vpliv ni bil tako močan kot na jugu. Pred letom 1948 je bil Pjongjang pomembno krščansko središče: ena šestina njegovega prebivalstva s približno 300.000 ljudmi je bila krščanskih spreobrnjencev. Prebivalstvo škofije Pjongjang je bilo leta 1943 3.650.623, vsi etnični Korejci.
Po razdelitvi Koreje pa je komunistična vlada Kim Il Sunga kristjane preganjala kot imperialistične sodelavce in vohune. Velik del katoliške skupnosti je bil pobit ali zaprt, veliko več jih je pobegnilo na jug. Dokumentirano je bilo tudi mučeništvo benediktinskih menihov opatije Tokwon, zanje se je začel tudi postopek beatifikacije.
Korejsko katoliško združenje (državna cerkev) je bilo ustanovljeno 30. junija 1988. Samuel Chang Jae-on je njen predsednik od ustanovitve. Društvo je leta 1991 izdalo katekizem in molitvenik.
Katedralo Čangčung je leta 1988 v Pjongjangu zgradila severnokorejska vlada, upravlja pa jo Korejsko katoliško združenje. Nima duhovnikov in škofa, vendar tam ob velikih praznikih mašo obhajajo južnokorejski duhovniki, in sicer skladno s sporazumom iz leta 2015 med Korejskim katoliškim združenjem in Katoliško škofovsko konferenco Koreje.
Kim Jong Il je po medkorejskem vrhu leta 2000 v Pjongjang povabil papeža Janeza Pavla II., vendar se obisk ni uresničil. Podobno povabilo papežu Frančišku je po vrsti medkorejskih vrhov leta 2018 poslal Kim Jong Un. Leta 2022 je papež Frančišek izrazil zanimanje za obisk Severne Koreje, če bi ga povabila severnokorejska vlada.
V Severni Koreji je delovala Mednarodna Karitas, ki je vodila bolnišnice in druge humanitarne projekte. "Prozelitizem" je strogo prepovedan, carina ob vstopu zaseže verska besedila.
KCA je zavrnilo vabilo k udeležbi na papeški maši v Seulu 18. avgusta 2014, med 4-dnevnim obiskom papeža Frančiška v Južni Koreji.
Leta 2016 je KCA izdala ognjevito sporočilo o takratni južnokorejski predsednici Park Geun-Hye, v kateri je obsodila njo in njene "satanske horde" podpornikov, češ da so katoličani združeni s sodržavljani DLRK v nasprotovanju njenemu vodstvu.

## Škofije in nadškofije
- Nadškofija Seul 서울 (sedež v Južni Koreji)
- Škofija Chunchon 춘천 (sedež v Južni Koreji)
- Škofija Hamhung 함흥
- Škofija Pyong-yang 평양
- Teritorialna opatija Tŏkwon 덕원[12][13]

## Katedrale v Severni Koreji
- Katedrala Čangčung v Pjongjangu, Severna Koreja (škofija Pjong-jang 평양)
- Tokwon Opatija sv. Benedikta v Tokwon 덕원, Severna Koreja (Teritorialna opatija Tŏkwon 덕원)[14]